# Кшивовежба-Кольонія
Кшивовежба-Кольонія (пол. Krzywowierzba-Kolonia) — село в Польщі, у гміні Дубова Колода Парчівського повіту Люблінського воєводства.
Населення — 43 особи (2011).
У 1975-1998 роках село належало до Білопідляського воєводства.

## Демографія
Демографічна структура станом на 31 березня 2011 року:
|          | Загалом | Допрацездатний вік | Працездатний вік | Постпрацездатний вік |
| -------- | ------- | ------------------ | ---------------- | -------------------- |
| Чоловіки | 23      | 2                  | 20               | 1                    |
| Жінки    | 20      | 2                  | 10               | 8                    |
| Разом    | 43      | 4                  | 30               | 9                    |